# Ersan İlyasova
Ersan İlyasova (Eskişehir, 15 maggio 1987) è un ex cestista turco, di ruolo ala grande.

## Caratteristiche tecniche
Gioca come ala grande, è bravo nella metacampo offensiva dove ha un buon tiro sia da 2 che da 3 punti.

## Carriera

### Europa (2004-2005)
İlyasova ha giocato da professionista in Turchia per il Ülkerspor prima di essere convocato nella nazionale turca di pallacanestro. Il 23 luglio 2006 è stato nominato MVP del campionato europeo U20 dopo aver condotto la sua squadra a una medaglia d'argento a Smirne.

### Anno in D-League, poi NBA (2005-2007)
È stato scelto dai Milwaukee Bucks nel secondo giro (36ª scelta assoluta) del Draft NBA 2005 ed ha firmato un contratto biennale con loro il 23 agosto 2005. İlyasova non ha giocato nessuna partita in NBA nella stagione 2005-06. Era infatti stato assegnato a una squadra della D-league affiliata ai Thunders, i Tulsa 66ers, con cui ha giocato 46 partite e ha realizzato in media 12,5 punti e 7,0 rimbalzi.
Nella seconda stagione invece Ersan gioca 66 partite,di cui solo 14 da titolare.

### Ritorno in Europa: Barcellona (2007-2009)
Nell'estate del 2007 İlyasova torna a giocare in Europa al Barcellona firmando un contratto biennale. Al secondo anno lui vince il campionato spagnolo coi blaugrana.

### Ritorno in NBA (2009-2022)

#### Ritorno ai Milwaukee Bucks (2009-2015)
Nel luglio 2009 torna ai Milwaukee Bucks siglando un contratto triennale. Il 19 febbraio 2012 mise a segno il suo career-high di rimbalzi (25) contro i New Jersey Nets oltre a 29 punti (andando così in doppia doppia). Il 12 luglio dello stesso anno rinnovò il suo contratto coi Bucks.

#### Detroit Pistons (2015-2016)
L'11 giugno 2015 dopo 6 anni a Milwaukee (e una parentesi in Turchia all'Anadolu Efes durante il lockout nel 2011) venne ceduto tramite trade ai Detroit Pistons, che mandarono in Wisconsin Caron Butler e Shawne Williams.

#### Orlando Magic (2016)
Il 16 febbraio 2016 venne ceduto insieme a Brandon Jennings agli Orlando Magic in cambio di Tobias Harris che finì ai Detroit Pistons. Mentre nella Motor City aveva il posto fisso (giocò 52 partite su 52 da titolare), a Orlando disputò 22 partite di cui solo 4 da titolare.

#### Oklahoma City Thunder (2016)
Il 23 giugno 2016, ovvero la notte del Draft NBA 2016,venne ceduto agli Oklahoma City Thunder insieme a Victor Oladipo e l'undicesima chiamata assoluta del Draft Domantas Sabonis in cambio di Serge Ibaka.

#### Philadelphia 76ers (2016-2017)

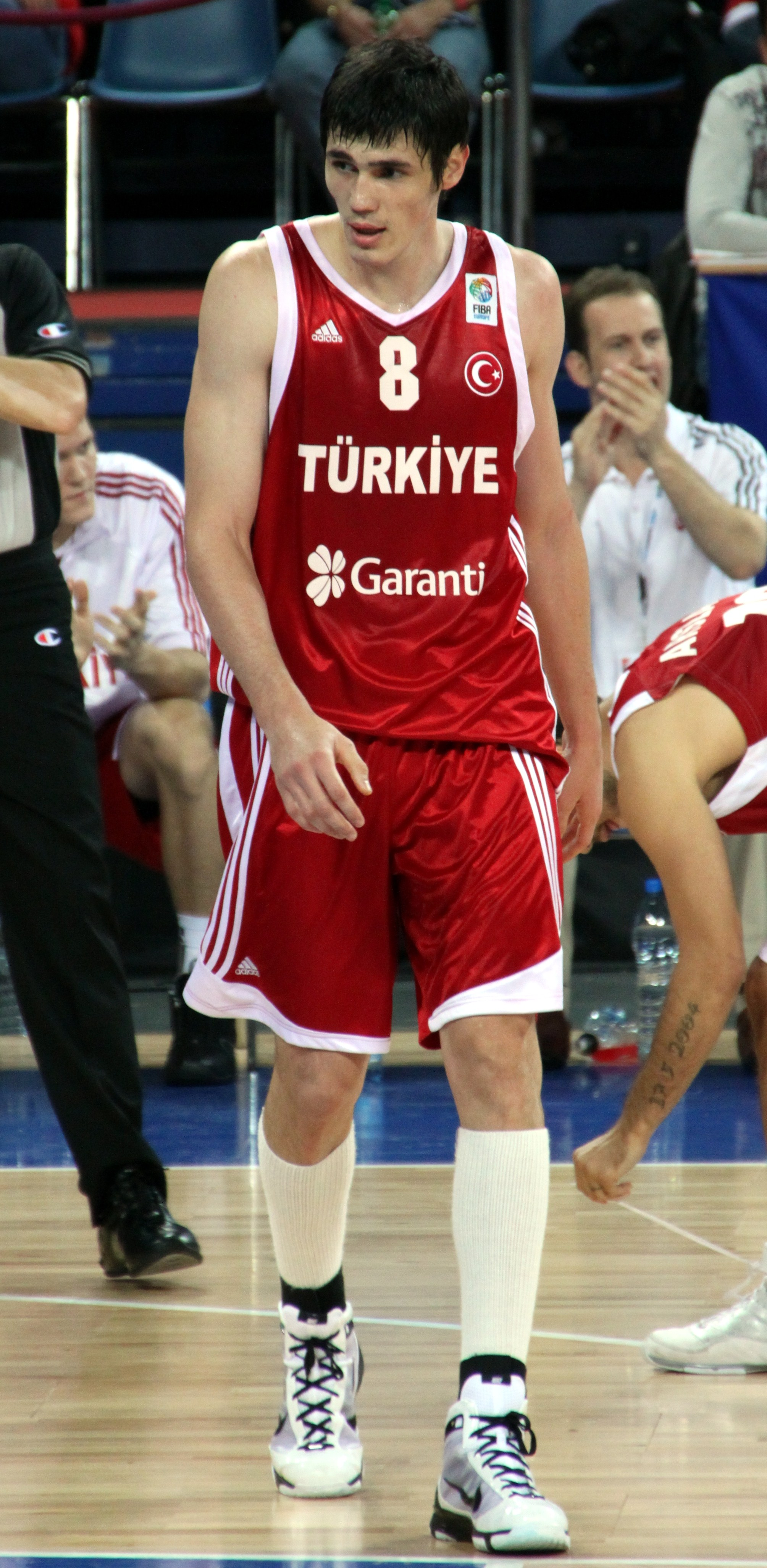
İlyasova con la Nazionale turca

Il 1º novembre 2016, dopo aver disputato tutte le prime tre partite stagionali dei Thunder (subentrando in tutte e tre le occasioni), venne ceduto insieme a una futura prima scelta al Draft ai Philadelphia 76ers in cambio di Jerami Grant. Nonostante lui all'inizio si alternò nel quintetto base con Dario Šarić, da Dicembre diventò l'ala grande titolare dei Sixers, con cui nel gennaio 2017 arrivò ad avere una media di 15 punti a partita. Il 30 gennaio 2017 segnò 31 punti in 34 minuti nella gara persa 121-108 in trasferta contro i Chicago Bulls.

#### Atlanta Hawks (2017-2018)
Nonostante lui stesse disputando la migliore stagione della sua carriera con i 76ers (con cui arrivò a tenere una media di 14,8 punti a partita), il 23 febbraio 2017 venne ceduto agli Atlanta Hawks in cambio di Tiago Splitter e due seconde scelte, cambiando così squadra per la terza volta in stagione.
Il 20 luglio 2017 firmò con gli Hawks per un altro anno.
Nella stagione successiva fu vittima di vari infortuni, prima di venire poi tagliato il 28 febbraio 2017.

#### Ritorno ai Philadelphia 76ers (2018)
Dopo essere stato tagliato dagli Atlanta Hawks tornò a giocare dopo un anno nei Philadelphia 76ers che tagliarono il pari ruolo Trevor Booker per fargli spazio.

#### Secondo ritorno ai Milwaukee Bucks (2018-2020)
Il 1º luglio 2018 tornò per la terza volta a vestire la maglia dei Milwaukee Bucks.

#### Utah Jazz (2021)
Il 10 marzo 2021 firmò per gli Utah Jazz.

## Statistiche

### NBA

#### Massimi in carriera
Aggiornato al 13 marzo 2021
- Massimo di punti: 34 vs Indiana Pacers (26 marzo 2015)[19]
- Massimo di rimbalzi: 25 vs Brooklyn Nets (19 febbraio 2012)
- Massimo di assist: 6 (4 volte)
- Massimo di palle rubate: 4 (7 volte)
- Massimo di stoppate: 3 (3 volte)

#### Regular Season
| Anno      | Squadra            | PG  | PT  | MP   | TC%  | 3P%  | TL%  | RP  | AP  | PRP | SP  | PP   |
| --------- | ------------------ | --- | --- | ---- | ---- | ---- | ---- | --- | --- | --- | --- | ---- |
| 2006-2007 | Milwaukee Bucks    | 66  | 14  | 14,7 | 38,3 | 36,5 | 78,7 | 2,9 | 0,7 | 0,4 | 0,3 | 6,1  |
| 2009-2010 | Milwaukee Bucks    | 81  | 31  | 23,4 | 44,3 | 33,6 | 71,5 | 6,4 | 1,0 | 0,7 | 0,3 | 10,4 |
| 2010-2011 | Milwaukee Bucks    | 60  | 34  | 25,1 | 43,6 | 29,8 | 89,4 | 6,1 | 0,9 | 0,9 | 0,4 | 9,5  |
| 2011-2012 | Milwaukee Bucks    | 60  | 41  | 27,6 | 49,2 | 45,5 | 78,1 | 8,8 | 1,2 | 0,7 | 0,7 | 13,0 |
| 2012-2013 | Milwaukee Bucks    | 73  | 54  | 27,6 | 46,2 | 44,4 | 79,6 | 7,1 | 1,6 | 0,9 | 0,5 | 13,2 |
| 2013-2014 | Milwaukee Bucks    | 55  | 47  | 26,9 | 40,9 | 28,2 | 82,3 | 6,2 | 1,3 | 0,8 | 0,1 | 11,2 |
| 2014-2015 | Milwaukee Bucks    | 58  | 36  | 22,7 | 47,2 | 38,9 | 64,5 | 4,8 | 1,0 | 0,6 | 0,3 | 11,5 |
| 2015-2016 | Detroit Pistons    | 52  | 52  | 27,6 | 42,5 | 36,3 | 72,5 | 5,4 | 1,1 | 0,7 | 0,5 | 11,3 |
| 2015-2016 | Orlando Magic      | 22  | 4   | 20,3 | 41,8 | 40,9 | 71,1 | 5,5 | 0,5 | 0,6 | 0,3 | 8,1  |
| 2016-2017 | Oklahoma Thunder   | 3   | 0   | 20,8 | 37,5 | 25,0 | 0,0  | 5,3 | 0,3 | 1,0 | 0,3 | 5,0  |
| 2016-2017 | Philadelphia 76ers | 53  | 40  | 27,3 | 44,0 | 35,9 | 76,8 | 5,9 | 1,8 | 0,6 | 0,3 | 14,8 |
| 2016-2017 | Atlanta Hawks      | 26  | 12  | 24,3 | 41,2 | 34,8 | 80,0 | 5,8 | 1,6 | 0,8 | 0,3 | 10,4 |
| 2017-2018 | Atlanta Hawks      | 46  | 40  | 25,5 | 45,2 | 35,9 | 80,0 | 5,5 | 1,1 | 1,0 | 0,4 | 10,9 |
| 2017-2018 | Philadelphia 76ers | 23  | 3   | 24,1 | 43,9 | 36,1 | 73,3 | 6,7 | 1,7 | 0,7 | 0,4 | 10,8 |
| 2018-2019 | Milwaukee Bucks    | 67  | 7   | 18,4 | 43,8 | 36,3 | 82,4 | 4,5 | 0,8 | 0,5 | 0,3 | 6,8  |
| 2019-2020 | Milwaukee Bucks    | 63  | 8   | 15,7 | 46,6 | 36,5 | 82,8 | 4,8 | 0,8 | 0,4 | 0,3 | 6,6  |
| 2020-2021 | Utah Jazz          | 17  | 1   | 8,7  | 38,9 | 43,9 | 100  | 1,7 | 0,2 | 0,6 | 0,2 | 3,8  |
| Carriera  | Carriera           | 825 | 424 | 23,0 | 44,3 | 36,7 | 77,7 | 5,6 | 1,1 | 0,7 | 0,4 | 10,1 |

#### Play-off
| Anno     | Squadra            | PG | PT | MP   | TC%  | 3P%  | TL%  | RP  | AP  | PRP | SP  | PP   |
| -------- | ------------------ | -- | -- | ---- | ---- | ---- | ---- | --- | --- | --- | --- | ---- |
| 2010     | Milwaukee Bucks    | 7  | 0  | 22,4 | 48,0 | 35,7 | 83,3 | 7,6 | 0,4 | 0,7 | 0,1 | 9,7  |
| 2013     | Milwaukee Bucks    | 4  | 4  | 29,3 | 43,5 | 40,0 | 100  | 7,3 | 1,8 | 1,3 | 0,3 | 11,5 |
| 2015     | Milwaukee Bucks    | 6  | 6  | 23,7 | 32,8 | 21,7 | 70,0 | 3,8 | 0,5 | 0,8 | 0,5 | 8,7  |
| 2017     | Atlanta Hawks      | 6  | 0  | 15,0 | 34,8 | 20,0 | 77,8 | 5,2 | 0,3 | 0,2 | 0,0 | 4,0  |
| 2018     | Philadelphia 76ers | 10 | 1  | 23,3 | 42,9 | 29,0 | 57,1 | 7,6 | 1,3 | 0,7 | 0,4 | 9,3  |
| 2019     | Milwaukee Bucks    | 15 | 0  | 18,1 | 43,2 | 30,0 | 80,0 | 4,7 | 1,4 | 0,7 | 0,4 | 6,8  |
| 2020     | Milwaukee Bucks    | 3  | 0  | 7,7  | 33,3 | 20,0 | 100  | 1,3 | 0,0 | 0,7 | 0,0 | 3,0  |
| 2021     | Utah Jazz          | 1  | 0  | 3,0  | 50,0 | 0,0  | 100  | 0,0 | 0,0 | 0,0 | 0,0 | 4,0  |
| Carriera | Carriera           | 52 | 11 | 19,9 | 41,3 | 28,7 | 75,3 | 5,5 | 0,9 | 0,7 | 0,3 | 7,7  |

## Palmarès
- Campionato spagnolo: 1

Barcellona: 2008-09
- Coppa di Turchia: 1

Ülkerspor: 2004-05